# خورشیدگرفتگی ۱۲ نوامبر ۱۹۴۷
خورشیدگرفتگی ۱۲ نوامبر ۱۹۴۷ (به انگلیسی: Solar eclipse of November 12, 1947) یک خورشیدگرفتگی از نوع خورشیدگرفتگی حلقه‌ای است. این خورشیدگرفتگی در تاریخ ۱۲ نوامبر ۱۹۴۷ میلادی (‎۲۰ آبان ۱۳۲۶ خورشیدی) روی داد که زمان اوج آن، ساعت ۲۰:۰۵:۳۷ به‌وقت ساعت هماهنگ جهانی بوده‌است. مدت زمان و طول این خورشیدگرفتگی ۳ دقیقه و ۵۹ ثانیه بود.